# 乐兴郡
乐兴郡，中国唐朝时设置的郡，又作乐古郡。
唐玄宗天宝元年（742年），改古州置乐兴郡。治所在乐预县（今贵州省从江县）。下辖乐预县、古书县（今贵州省榕江县）、乐兴县（今贵州省三江县老堡乡）。唐肃宗乾元元年（758年）改为古州。